# Alonso del Castillo
Alonso del Castillo (Granada, c. mitjan segle xvi - 1610) va ser un metge i traductor morisc. L'any 1595 van aparèixer al turó de Valparaíso, avui Sacromonte, una sèrie de làmines de plom que contenien 19 tractats religiosos en àrab d'una cal·ligrafia insòlita, els coneguts com Ploms del Sacromonte, condemnats per l'Església el 28 de setembre de 1682 i se sospita que Alonso del Castillo i el seu amic Miguel de Luna, traductors dels tractats, van ser també els que els van escriure, ja que Luna va voler ser enterrat en terra verge segons el costum musulmà, per altra banda, Castillo va morir rebent els sagraments i va ser enterrat a la parròquia de San Miguel de Granada.